# Haemophilus piscium
Espèce
Haemophilus piscium est une espèce de bactéries gram négatives de la famille des Pasteurellaceae. Isolée de l'ulcère d'une truite, son statut taxonomique est controversé et elle pourrait être une Aeromonadaceae.

## Historique
L'espèce Haemophilus piscium a été décrite en 1950 par Stanislas Francis Snieszko d'un prélèvement d'ulcère de truite.

## Description
Les souches de l'espèce H. piscium diffèrent des autres espèces du genre Haemophilus car elles n'ont pas d'exigences en hémine ou en NAD. Cette espèce ne réduit pas le nitrate et la phosphatase alcaline.

## Taxonomie
Le nom correct complet (avec auteur) de ce taxon est Haemophilus piscium corrig. Stanislas Francis Snieszko et al. 1950.
Haemophilus piscium a pour synonyme :
- Hemophilus piscium Snieszko et al. 1950

### Étymologie
L'étymologie de l'espèce H. piscium est la suivante : pis’ci.um. L. gen. masc. pl. n. piscium, des poissons.

### Phylogénie
Des études de taxonomie numérique basées sur diverses caractéristiques biochimiques suggèrent que la faible similarité avec les autres espèces classées dans le genre Haemophilus devraient conduire à exclure cette espèce du genre. Des études basées sur l'aDN, les caractéères biochimiques, la sérologie et la sensibilité aux bactériophages semblent indiquer que cette espèce serait proche de Aeromonas salmonicida.